# Ilaprazole
Ilaprazole (tên thương mại Noltec) là một chất ức chế bơm proton (PPI) được sử dụng trong điều trị rối loạn tiêu hóa, bệnh loét dạ dày (PUD), trào ngược dạ dày bệnh (GORD/GERD) và loét tá tràng. Nó có sẵn ở các điểm mạnh 5, 10 và 20 mg.
Các nghiên cứu lâm sàng cho thấy ilaprazole ít nhất là một PPI mạnh như omeprazole khi dùng với liều tương đương. Các nghiên cứu cũng cho thấy ilaprazole ngăn chặn đáng kể sự phát triển của viêm thực quản trào ngược.
Ilaprazole được phát triển bởi Công ty Dược phẩm Il-Yang (Hàn Quốc), và vẫn đang được thử nghiệm lâm sàng với FDA Hoa Kỳ. Nó đã được đưa ra ở Hàn Quốc và Trung Quốc để điều trị loét dạ dày, loét tá tràng, bệnh trào ngược dạ dày thực quản và viêm thực quản ăn mòn.
Ilaprazole được bán tại Mexico bởi Chinoin Dược phẩm dưới tên thương hiệu Norutec.